# Dracocephalum nutans
Dracocephalum nutans ist eine Pflanzenart aus der Gattung der Drachenköpfe (Dracocephalum) in der Familie der Lippenblütler (Lamiaceae).

## Beschreibung
Dracocephalum nutans ist eine ausdauernde, krautige Pflanze, die Wuchshöhen zwischen 16 und 55 Zentimeter erreicht. Sie bildet einzelne bis mehrere, mehr oder weniger aufrechte Stängel aus, die an der Basis unverzweigt oder nur wenig verzweigt sind. Die Stängel sind im oberen Bereich schwach flaumig mit nach unten zeigenden Härchen (Trichomen) besetzt und im unteren Bereich spärlicher behaart und verkahlend.
Die Laubblätter sind sowohl grundständig als auch gegenständig am Stängel verteilt angeordnet. Die Blattstiele sind 2,5 bis 5 Zentimeter lang. Die einfache Blattspreite ist breit eiförmig mit herzförmigem, schwach gestutztem oder breit keilförmigem Spreitengrund und stumpfem oder spitzem oberen Ende. Die Blattspreite ist an ihrer Basis flaumig behaart. Der Blattrand ist spitz gesägt oder gezähnt.
Die Blütezeit reicht von Juli bis September. Die ährigen bis kopfigen Blütenstände sind in den oberen Blattachseln in Scheinquirlen angeordnet und enthalten 8 bis 14 Blüten. Die 3 bis 5 Millimeter langen, elliptischen bis verkehrt-eiförmigen Tragblätter besitzen ganzrandige, bewimperte Blattränder und zugespitzte Blattspitzen. Die zwittrigen Blüten sind fünfzählig und zygomorph mit doppelter Blütenhülle. Die fünf purpurfarbenen Kelchblätter sind röhrig oder glockig-röhrig zu einem 3 bis 5 Millimeter langen Kelch verwachsen, der fünfzehnaderig, undeutlich zweilippig und fünfzähnig sowie an den Adern behaart und an den Rändern bewimpert ist. Der mittlere, verkehrt-eiförmige Kelchzahn der oberen Lippe ist 2,5- bis 3-fach breiter als die seitlichen, lanzettlichen Kelchzähne und trägt eine kurze, dornförmige Spitze; die unteren, lanzettlichen Kelchzähne sind lang dornförmig zugespitzt und besitzen 1 bis 2 Millimeter lange Dornspitzen. Die blau-purpurfarbige und behaarte, 12 bis 19 Millimeter lange Krone ist zweilippig. Die Oberlippe ist leicht kürzer als die dreizipfelige Unterlippe. Die Staubblätter überragen die Kronröhre höchstens kurz.
Die Klausenfrucht zerfällt in vier Teilfrüchte. Die mehr oder weniger glatten, dunkelbraunen Teilfrüchte sind bei einer Länge von 1,5 bis 1,8 und einem Durchmesser von 0,8 Millimeter eiförmig-ellipsoid.
Die Chromosomenzahl beträgt 2n = 10, seltener 20.

## Vorkommen
Dracocephalum nutans ist in Zentralasien in Afghanistan, Kasachstan, Kirgisistan und Tadschikistan, im nördlichen Südasien in Pakistan und Indien, in Ostasien in den nordchinesischen Regionen Xinjiang, Innere Mongolei und Heilongjiang sowie im russischen Sibirien und dem südöstlichen europäischen Russland beheimatet. Die Vorkommen im zentralen und östlichen europäischen Russland gelten als Einbürgerungen.
Dracocephalum nutans besiedelt sonnige Hänge, Täler und Lärchenwälder in Höhenlagen von 1200 bis 2600 Meter.

## Systematik
Dracocephalum nutans wurde im Jahre 1753 von Carl von Linné in Species Plantarum, Band 2, Seite 596, erstveröffentlicht. Synonyme für Dracocephalum nutans sind Dracocephalum alpinum (Kar. & Kir.) Turcz., nom. illeg., Dracocephalum microphyllum Turcz., Dracocephalum nutans var. alpinum Kar. & Kir., Ruyschiana nutans (L.) House, Zornia nutans (L.) Moench und Dracocephalum nuristanicum Rech.f. & Edelb.. Nach R. Govaerts ist aber Dracocephalum nuristanicum eine von Dracocephalum nutans verschiedene Art.